# Климент Охридски
Свети Климент Охридски, односно Климент Велички (око 840 — Охрид, 27. јул 916) је био православни епископ и словенски књижевник. Један је од ученика светих Ћирила и Методија. Заједно са братом, светим Наумом Охридским сматра се једним од најзаслужнијих апостола хришћанства у словенским областима Балкана.

## Од Велике Моравске до Београда
Након смрти великоморавског архиепископа Методија (885), Климент је због промене односа кнеза Сватоплука према словенском богослужењу морао да напусти Великоморавску кнежевину, заједно са братом Наумом и сарадником Ангеларом, након чега су сва тројица кренули ка јужнословенским земљама. Заједно су пристигли у Београд, који је у то време био под бугарском влашћу.

## Делатност у јужнословенским областима под бугарском влашћу
Климент је заједно са својим сарадницима наишао на добар пријем код тадашњег бугарског владара Бориса и његовог наследника Симеона. Уз подршку државне власти, Климент је развио верску и књижевну делатност међу Јужним Словенима у области званој Кутмичевица, на ширем простору историјских области Македоније и Епира, са тежиштем на подручју од Главинице, преко Девола, до Охрида. Ту се бавио богословским и књижевним радом, створивши охридску књижевну школу, кроз коју је према слову његовог житија прошло чак 3500 ученика. Приписује му се и дорада ћириличког писма. Због великих заслуга, постављен је за епископа (око 893. године).

## Климентова епископија
Једно од најсложенијих питања из Климентовог живота односи се на утврђивање тачног места његове епископије, која се у изворима помиње на разне начине, што је довело до настанка бројних претпоставки о њеној убикацији. У менологиону глагољичког Асеманијевог јеванђеља из 11. века, Климент се помиње као епископ велички, док је његова епископска титула у грчким изворима и потоњим издањима забележена у неколико варијанти и то као:
- επίσκοπος Δραγβίστας ήτοι Βελίτζας (епископ Драгвице или Велице)
- επίσκοπος Δρεβενίτζας ήτοι Βελίτζας (епископ Древенице или Велице)
- επίσκοπος Δρεμβίτζας ήτοι Βελίτζας (епископ Дремвице или Велице)

Тим поводом настало је мноштво претпоставки о тачном читању и значењу наведених топонима, а предлагане су и разне убикације, које су се односиле на поједина места у ширем захвату између солунске области на истоку и драчке области на западу. Питањем тачне убикације свих тих топонима (Драгвица, односно Древеница или Дремвица; Велица или Велика) бавили су се многи истраживачи који су проучавали живот светог Климента.
Према новијим истраживањима, средишња област Климентове Величке епископије налазила се у долини реке Сушице, у јужним областима данашње Албаније, на простору око села Велча, Драшовица и Пешкепи. У селу Велча налази се средњовековни археолошки локалитет Асомат, са остацима православне цркве из 9. или 10. века, а према мишљењу појединих истраживача, управо се на том месту налазила средњовековна Велица (грч. Βελίτζα), односно Велика, која се у грчким и словенским изворима помиње као Климентово епископско седиште.

## Житије светог Климента Охридског
Изворно старословенско житије светог Климента није сачувано, али на основу неког словенског предлошка касније је настало Опширно житије светог Климента, које је написано на грчком језику, а приписује се охридском архиепископу Теофилакту који је умро око 1107. године. Прерадом тог текста касније је настало Кратко житије светог Климента, које је такође написано на грчком језику, а приписује се охридском архиепископу Димитрију Хоматијану који је умро око 1236. године. Преводом кратког житија, настало је млађе словенско житије светог Климента, које потиче из 13. или 14. века.

## Наслеђе
Православна црква га слави 27. јула по старом, односно 9. августа по новом календару.

## Галерија
- Представа Климента Охридског (Црква Богородице Перивлепте у Охриду)
- Нова црква Светог Климента и Пантелејмона у Охриду, на месту Климентове задужбине
- Споменик Климента и Наума Охридског у Скопљу близу Каменог моста